# Shrek 5
Shrek 5 é um futuro filme de animação estadunidense de comédia e fantasia vagamente baseado no livro ilustrado de 1990 Shrek! de William Steig, produzido pela DreamWorks Animation e distribuído pela Universal Pictures. A sequência de Shrek para Sempre (2010), serve como o quinto filme principal e o sétimo filme geral da série de filmes Shrek. O filme é dirigido por Walt Dohrn e codirigido por Brad Ableson a partir de um roteiro escrito por Michael McCullers e produzido pelo CEO da Illumination Chris Meledandri e Gina Shay. Mike Myers, Eddie Murphy e Cameron Diaz reprisarão seus respectivos papéis de voz como Shrek, Burro e Princesa Fiona, o elenco também contará com a atriz Zendaya, fazendo o papel de voz de Felicia, filha de Shrek.
Um quinto filme de Shrek foi inicialmente planejado após o lançamento de Shrek 2 (2004), com uma data de lançamento em mente para 2013. No entanto, quando o ex-CEO da DreamWorks Jeffrey Katzenberg decidiu encerrar a franquia em seu quarto filme, os planos para um quinto filme foram abandonados e Shrek para Sempre foi lançado como o filme final de Shrek. No entanto, o desenvolvimento ressurgiu em 2014 até que a Universal Pictures confirmou oficialmente a produção de um quinto filme de Shrek quando sua empresa-mãe NBCUniversal comprou a DreamWorks Animation em 2016, com atualizações de março de 2017 a julho de 2024.
Shrek 5 está programado para ser lançado nos cinemas dos Estados Unidos em 30 de junho de 2027.

## Elenco
- Mike Myers como Shrek[1]
- Eddie Murphy como Burro[1]
- Cameron Diaz como Princesa Fiona[1]
- Zendaya como Felicia[2]

## Produção
Após o sucesso de Shrek 2 em maio de 2004, o então CEO da DreamWorks Animation, Jeffrey Katzenberg, revelou que a história de Shrek foi descrita em cinco filmes quase desde o início. “Antes de terminar o primeiro, conversamos sobre como é toda a história de Shrek, e cada um dos capítulos responde a perguntas sobre o primeiro filme e nos dá uma visão”, disse Katzenberg. “Shrek 3 e 4 vão revelar outras questões sem resposta e, finalmente, no último capítulo, entenderemos como Shrek foi parar naquele pântano, quando o encontramos no primeiro filme.”. Após o lançamento de Shrek Terceiro em 2007, Katzenberg anunciou que o quinto filme seria lançado em 2013.
Em maio de 2009, a DreamWorks anunciou que o título do quarto filme seria Shrek Forever After, indicando que seria o último da série Shrek. Mais tarde, em 2009, isso foi confirmado por Bill Damaschke, ex-chefe de produção criativa da DWA, com ele dizendo: "Tudo o que era amado em Shrek no primeiro filme é trazido para o filme final.". Josh Klausner, um dos escritores de Shrek para Sempre, explicou em 2010 a evolução do roteiro: "Quando entrei no projeto, não era para ser o capítulo final - originalmente seriam cinco filmes de Shrek. Então, cerca de um ano no desenvolvimento, Jeffrey Katzenberg decidiu que a história que havíamos inventado era o caminho certo para a jornada de Shrek terminar.". Em fevereiro de 2014, em uma entrevista à Fox Business Network, Katzenberg deu a entender que um quinto filme poderia ainda ser feito. “Gostamos de deixá-los ter um pouco de tempo para descansar”, disse ele sobre os personagens. "Mas acho que você pode ter certeza de que teremos outro capítulo na série Shrek. Não terminamos e, mais importante, ele também não.".
Em junho de 2016, depois que a NBCUniversal comprou a DreamWorks Animation por US$ 3,8 bilhões, o chefe da NBCUniversal, Steve Burke, discutiu planos para reviver a franquia Shrek, bem como outras franquias da DreamWorks. Em julho de 2016, o The Hollywood Reporter citou fontes dizendo que um quinto filme estava planejado para ser lançado em 2019. Em setembro de 2016, Eddie Murphy confirmou que o filme deveria ser lançado em 2019 ou 2020 e que o roteiro havia sido concluído. A história original do filme foi escrita por Michael McCullers, baseada em sua própria ideia. Quando questionado sobre o roteiro do quinto filme de Shrek em março de 2017, McCullers disse que apresentava "uma grande reinvenção" para a série de filmes.
Em novembro de 2018, foi relatado pela Variety que o CEO da Illumination, Chris Meledandri, foi encarregado de ser um dos produtores executivos de um quinto filme de Shrek e do spin-off, Gato de Botas 2: O Último Pedido, com o elenco original potencialmente retornando. Em dezembro de 2022, Antonio Banderas reiterou que um novo filme de Shrek ainda estava em desenvolvimento. Em abril de 2023, Meledandri confirmou que um quinto filme de Shrek estava em desenvolvimento, com o elenco original – Murphy, Mike Myers e Cameron Diaz – em negociações para reprisar seus papéis. Meledandri disse que os cineastas iriam "ver quais são os elementos principais que o público adorou" e tentar "honrar esses elementos" de uma forma semelhante ao filme Super Mario Bros. O Filme, da Illumination.
Em junho de 2024, enquanto promovia seu filme Um Tira da Pesada 4: Axel Foley, Murphy confirmou que havia começado a gravar suas falas para o filme alguns meses antes, e que o filme deveria ser lançado em 2025. Em julho de 2024, a DreamWorks anunciou que o filme, provisoriamente intitulado Shrek 5, seria lançado em 1º de julho de 2026, com Myers, Murphy e Diaz confirmados para reprisar seus papéis. Walt Dohrn, que anteriormente atuou como artista de histórias em Shrek 2 e Shrek Terceiro, bem como chefe de história e voz de Rumpelstiltskin em Shrek para Sempre, também foi contratado para dirigir, com com Brad Ableson codirigindo e Gina Shay produzindo com Meledandri. Em janeiro de 2025, foi anunciado que o lançamento seria adiado para 23 de dezembro de 2026, com Minions 3, da Illumination, que ocupava seu espaço anterior. Conrad Vernon, que anteriormente foi o codiretor Shrek 2 e dublou o Gingerbread Man nos filmes anteriores, também voltou para dirigir o filme ao lado de Dohrn.
Em fevereiro de 2025, foi revelado o primeiro teaser do filme, trazendo novos visuais dos personagens e anunciando Zendaya no elenco de dublagem do filme, dando a voz a Felicia, a filha de Shrek.

## Lançamento
Shrek 5 estava originalmente agendado para ser lançado em 1 de julho de 2026 nos Estados Unidos, pela Universal Pictures, foi adiado para 23 de dezembro de 2026, com Minions 3 tomando a data do filme. Em agosto de 2025, foi anunciado que o filme foi adiado novamente para 30 de junho de 2027 (a mesma data que seria lançado Minions 3).